# Stazione di Kashiwadai
La stazione di Kashiwadai (かしわ台駅?, Kashiwadai-eki) è una stazione ferroviaria situata nella città giapponese di Ebina, nella prefettura di Kanagawa, ed è servita dalla linea Sagami principale delle Ferrovie Sagami.

## Linee
Ferrovie Sagami
■■ Linea Sagami principale

## Struttura
La stazione è dotata di due marciapiedi a isola, con quattro binari passanti in superficie. Il fabbricato viaggiatori si trova realizzato a ponte sopra i binari.
| 1-2 | ■ Linea Sagami principale | per Ebina                   |
| 3-4 | ■ Linea Sagami principale | per Futamatagawa e Yokohama |

## Stazioni adiacenti
| «                             | Servizio                | »                       |
| Linea Sagami principale       | Linea Sagami principale | Linea Sagami principale |
| ----------------------------- | ----------------------- | ----------------------- |
| Sagamino                      | Locale                  | Ebina                   |
| Sagamino                      | Rapido                  | Ebina                   |
| Sagamino                      | Espresso                | Ebina                   |
| L'espresso limitato non ferma |                         |                         |